# تارزان و شیر زرین
تارزان و شیر زرین (انگلیسی: Tarzan and the Golden Lion) یک فیلم ماجراجویی به کارگردانی جی. پی. مک‌گوان است که در سال ۱۹۲۷ منتشر شد.

## بازیگران
- جیمز پی‌یرس[۲] در نقش «تارزان»
- بوریس کارلوف در نقش «اُوازا»
- دوروتی دانبار در نقش «جین»
- ادنا مورفی در نقش «خواهر تارزان»
- فردریک پیترز
- هارولد گودوین
- دارسی کوریگان
- رابرت بولدر